# José Moñino y Redondo, hrabia Floridablanca (obraz Bernarda Martíneza del Barranco)
José Moñino y Redondo, hrabia Floridablanca (hiszp. José Moñino y Redondo, I conde de Floridablanca) – obraz olejny hiszpańskiego malarza Bernarda Martíneza del Barranco.
Jest to szkic przygotowawczy do portretu polityka i arystokraty José Moñino y Redondo. Hrabia został przedstawiony w towarzystwie rzymskich bogów Wulkana i Merkurego na tle miasta, prawdopodobnie Santanderu. Obraz powstał w 1786 roku i należy do zbiorów Prado.